# 技术转移
技术转移是指拥有技术的个人或组织向另一个人或组织转让技术的过程。技术转移有正式與非正式之分以及公开與秘密之分。技术转移可能发生在大学、企业、政府之间。中華人民共和國要求進入中國市場的外國企業向中方轉移技術，以取得國外先進技術實現「彎道超車」，涉及石油化工、醫療設備、藥物、汽車製造等各行業。歐盟駐華代表團團長在2018年表示，歐盟公司在中國改革開放以來向中方提供了大部份的外國技術，佔中國製造業技術的一半，當中不少歐洲企業被迫將技術轉移到中國企業，以換取進入中國市場。同年，歐盟向世界貿易組織起訴中國，指中國的法律強制外國電動汽車及生物科技企業向中方轉移技術。